# طاهره طاهروا
طاهره طاهروا (ترکی آذربایجانی: Tahirə Əkbər qızı Tahirova; ۷ نوامبر ۱۹۱۳ – ۲۶ اکتبر ۱۹۹۱) دیپلمات و سیاست‌مدار آذربایجانی در دوره جمهوری سوسیالیستی آذربایجان شوروی سابق بود. وی از سال ۱۹۵۹ تا ۱۹۸۳ مسئولیت وزارت امور خارجه آذربایجان شوروی را به عهده داشت.

## اوایل زندگی
طاهره طاهروا در ۷ نوامبر سال ۱۹۱۳ در شهر بایرامعلی ترکمنستان شوروی سابق زاده شد. وی دانش‌آموخته آکادمی دولتی نفت آذربایجان در سال ۱۹۳۵ بود. طاهره طاهروا اولین زن آذربایجانی به حساب می‌آمد که مدرک تحصیلات عالی مرتبط با صنعت نفت را دریافت کرده بود. در سال ۱۹۴۰ به ریاست مؤسسه تحقیقات علمی آذربایجان منصوب شد. از سال ۱۹۴۲ در کمیته مرکزی حزب کمونیست آذربایجان مشغول به کار شد و عهدهدار مسئولیت تحویل به موقع نفت به ارتش شوروی بود که در جبهه مقدم جنگ جهانی دوم با دشمن می‌جنگید. در سال ۱۹۴۹ شروع به تدریس در رشته اکتشاف و توسعه میادین نفت در آکادمی نفت آذربایجان و در سال ۱۹۵۳ مدرک دکتری خود را اخذ کرد.

## فعالیت سیاسی
از سال ۱۹۵۴ طاهره طاهروا مناصب بلندپایه مختلفی را در اتحادیه شورای کارگران آذربایجان و شورای وزرای آذربایجان شوروی به عهده گرفت. در سال ۱۹۵۷ بود که به عنوان وزیر امور خارجه آذربایجان شوروی منصوب شد. با این حال، فعالیت خود به عنوان وزیر را از سال ۱۹۵۹، زمانی که از آکادمی دیپلماتیک وزارت امور خارجه اتحاد جماهیر شوروی فارغ‌التحصیل شد، آغاز کرد. بر پایه قوانین وقت شوروی، وزیر امور خارجه یک جمهوری عضو اتحادیه شوروی، سایر وظایف دولتی را نیز بر عهده داشت. طاهره طاهروا در مدت تصدی مسئولیت وزارت امور خارجه، موفق به تفکیک وظایف شد و بنا به درخواست وی، در سال ۱۹۶۸ از سایر سمت‌های دولتی اش برکنار شد و به‌طور کامل به خدمات دیپلماتیک پرداخت. وی بیشتر به تربیت دیپلمات‌های مجرب و عرضه آن‌ها به وزارت امور خارجه شوروی و آکادمی دیپلماتیک آن شهرت دارد. وی مکرراً در هیئت‌های دیپلماتیک شوروی در جلسات مجمع عمومی سازمان ملل متحد حضور می‌یافت. علاوه بر این، طاهروا به عنوان میانجی، ریاست هیئت صلح‌ساز شوروی در طول جنگ ایران و عراق در سال‌های ۱۹۸۰ تا ۱۹۸۸ را بر عهده داشت.

## جوایز
در سال ۱۹۷۶، از طاهره طاهروا در پاس خدمات دیپلماتیکش در وزارت امور خارجه شوروی با اهدای «نشان دوستی ملل» در کنار نشان‌های پرچم سرخ کار، نشان لنین و «نشان افتخار» تقدیر شد. وی به زبان‌های ترکی استانبولی، روسی و انگلیسی مسلط بود.
طاهره طاهروان در ۲۶ اکتبر سال ۱۹۹۱ درگذشت و در پارک مفاخر باکو به خاک سپرده شد.

## خانواده
طاهره طاهروا از خاندان «طاهرف‌ها»، یکی از دودمان‌های اشرافی شوشی، بود. وی از بستگان فاطمه خانم کمینه، شاعر زن مشهور آذربایجانی، و میرزا حسن طاهرزاده، چهارمین شیخ الاسلام قفقاز، بود.